# 살로몽 칼루
살로몽 아르망 마글루아르 칼루(프랑스어: Salomon Armand Magloire Kalou, 1985년 8월 5일, 코트디부아르 오우메 ~ )는 코트디부아르의 축구 선수이다. 포지션은 스트라이커와 윙어다. 그의 형은 보나방튀르 칼루이며, 형은 2006년 FIFA 월드컵에, 살로몽은 2010년 FIFA 월드컵에 출전했다.

## 경력
코트디부아르
- 2008년 아프리카 네이션스컵 국가대표
- 2008년 하계 올림픽 국가대표
- 2010년 아프리카 네이션스컵 국가대표
- 2010년 FIFA 월드컵 국가대표
- 2012년 아프리카 네이션스컵 국가대표
- 2013년 아프리카 네이션스컵 국가대표

## 수상
첼시
- 프리미어 리그: 2009–10[1]
- FA 컵: 2006–07, 2008–09, 2009–10, 2011–12
- 풋볼 리그 컵: 2006–07
- FA 커뮤니티 쉴드: 2009
- UEFA 챔피언스 리그: 2011–12

코트디부아르
- 아프리카 네이션스컵: 2015

개인상
- 올해의 네덜란드 축구 유망주상: 2005
- CAF 올해의 유망주상: 2008